# イギリス陸軍ジャングル戦闘訓練学校
イギリス陸軍ジャングル戦闘訓練学校（イギリスりくぐんジャングルせんとうくんれんがっこう、英語: British Army Jungle Warfare Training School）は、ブルネイ・セリアのブルネイ駐留イギリス軍基地内にある訓練機関。イギリス陸軍のジャングル戦教官を訓練する。
1948年から1971年までは現在のマレーシアのコタ・ティンギに存在しており、イギリス連邦各国の兵士、さらに後にはアジア諸国の兵士にも訓練を実施していた。